# Maurice Denham
William Maurice Denham OBE (* 23. Dezember 1909 in Beckenham, London; † 24. Juli 2002 in Northwood, London) war ein britischer Schauspieler.

## Leben
Denhams Schauspielkarriere begann 1938 und erstreckte sich auf fast sechzig Jahre. Er spielte vorrangig Nebenrollen, darunter international bekannte Kinofilme wie Sein größter Bluff, Rebellion, Brüll den Teufel an, Sunday, Bloody Sunday und Der Schakal. Weitaus bekannter war seine Stimme im englischsprachigen Raum: beispielsweise sprach er 1954 im Trickfilm Animal Farm alle Tierstimmen und mimte den Geschichtenerzähler in der BBC-Hörfunk-Komödie The Oldest Member. Bis zum Jahr 1997 wirkte der Schauspielveteran an insgesamt über 200 Film- und Fernsehproduktionen mit.
Denham war einmal verheiratet, das Paar hatte drei Kinder. Im Jahr 1992 wurde er mit dem Order of the British Empire ausgezeichnet.

## Filmografie (Auswahl)
- 1947: Zigeunerblut (Jassy)
- 1947: Piratenliebe (The Man Within)
- 1947: Das rettende Lied (Take My Life)
- 1948: Unruhiges Blut (Blanche Fury)
- 1949: Der Meisterdieb von Paris (The Spider and the Fly)
- 1949: Die blaue Lagune (The Blue Lagoon)
- 1951: Die Reise ins Ungewisse (No Highway in the Sky)
- 1953: Malta Story
- 1953: An der Straßenecke (Street Corner)
- 1953: Sein größter Bluff (The Million Pound Note)
- 1954: Flammen über Fernost (The Purple Plain)
- 1954: Aufstand der Tiere (Animal Farm)
- 1955: Doktor Ahoi! (Doctor at Sea)
- 1956: 23 Schritte zum Abgrund (23 Paces to Baker Street)
- 1957: Kapitän Seekrank (Barnacle Bill)
- 1957: Der Fluch des Dämonen (Night of the Demon)
- 1959: Unser Mann in Havanna (Our Man in Havana)
- 1959: Die grüne Minna (Two-Way-Stretch)
- 1960: Die letzte Fahrt der Bismarck (Sink the Bismarck!)
- 1961: Gebrandmarkt (The Mark)
- 1962: Rebellion (H.M.S. Defiant)
- 1963: Haus des Grauens (Paranoiac)
- 1964: Beim siebten Morgengrauen (The 7th Dawn)
- 1965: Geheimaktion Crossbow (Operation Crossbow)
- 1965: Die tollkühnen Männer in ihren fliegenden Kisten (Those Magnificent Men in Their Flying Machines or How I Flew from London to Paris in 25 Hours 11 Minutes)
- 1965: Die Morde des Herrn ABC (The Alphabet Murders)
- 1965: Hysteria
- 1965: War es wirklich Mord? (The Nanny)
- 1965: Kennwort „Schweres Wasser“ (The Heroes of Telemark)
- 1965: Blood Beast From Outer Space
- 1966: Jagt den Fuchs! (Caccia alla volpe)
- 1967: Der Foltergarten des Dr. Diabolo (Torture Garden)
- 1967: Tolldreiste Kerle in rasselnden Raketen (Rocket to the Moon) (Stimme)
- 1967: Der Kampf (The Long Duel)
- 1968: Sturm auf die eiserne Küste (Attack on the Iron Coast)
- 1968: Gestatten, das sind meine Kohlen! (Midas Run)
- 1971: Sunday, Bloody Sunday
- 1971: Nikolaus und Alexandra (Nicholas and Alexandra)
- 1973: Der Schakal (The Day of the Jackal)
- 1974: Luther
- 1976: Brüll den Teufel an (Shout at the Devil)
- 1978: Die Profis (The Professionals, Fernsehserie, Episode 2x07)
- 1983: Martin Luther, Heretic (Fernsehfilm)
- 1984: Ein Umzug kommt selten allein (The Chain)
- 1987: Zwischen den Zeilen (84 Charing Cross Road)
- 1991: Inspektor Morse, Mordkommission Oxford (Inspector Morse, Fernsehserie, Episode 5x02)
- 1997: Casualty (Fernsehserie, Episode 11x24)